# Kim Higelin
Pour les articles homonymes, voir Higelin.

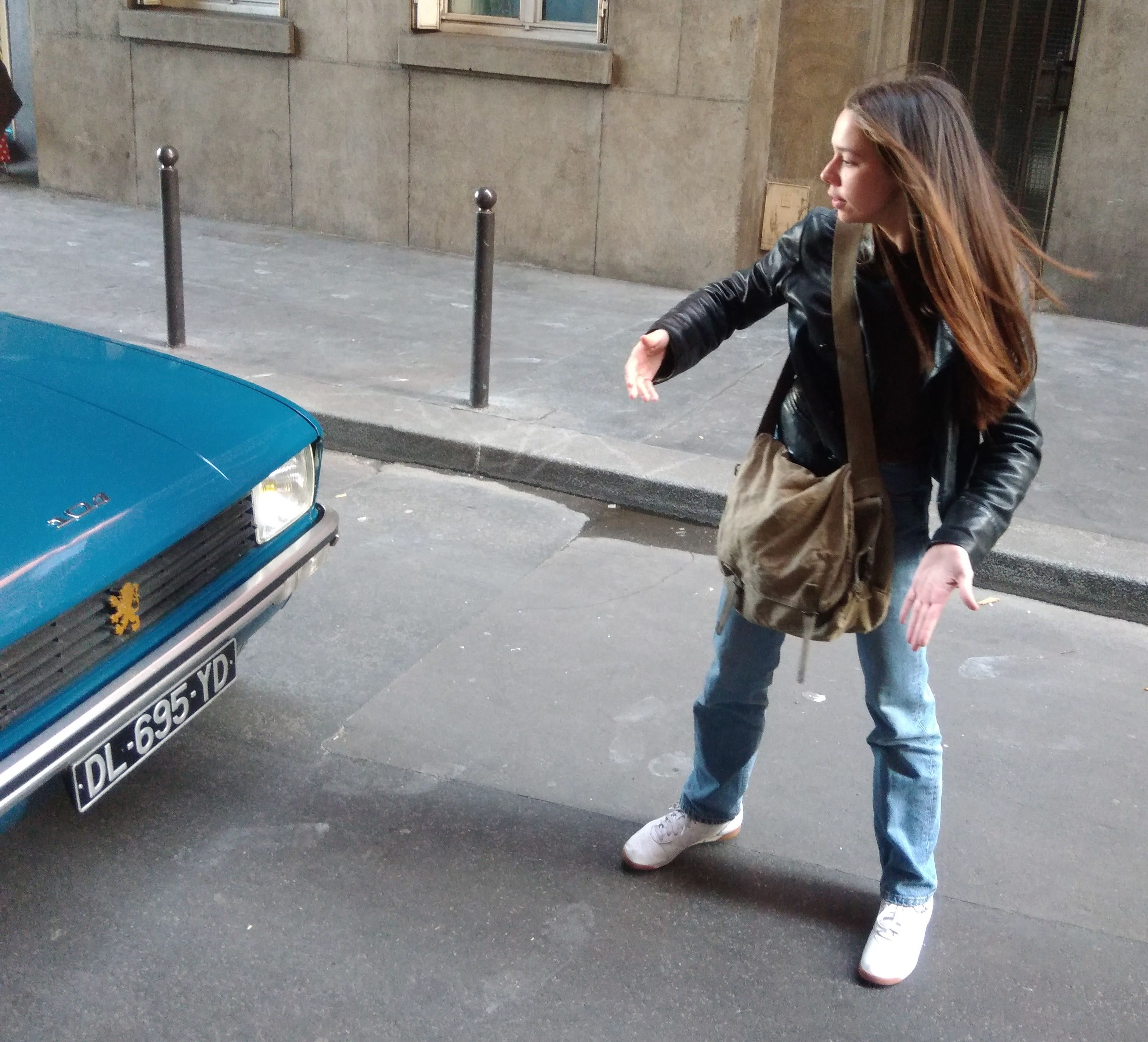
Kim Higelin sur le tournage du film Le Consentement.

Kim Higelin, née en 2000, est une actrice française.
Elle est principalement connue pour avoir incarné Vanessa Springora dans le drame Le Consentement de Vanessa Filho, sorti en 2023, adapté du roman éponyme.

## Biographie

### Enfance et formation
Kim Higelin est la fille de Kên Higelin et la petite-fille de Jacques Higelin,. Elle est donc également la nièce d'Arthur H et d'Izïa Higelin.
Durant son enfance, elle se serait montrée très rapidement intéressée par la comédie. Selon elle, elle se serait amusée à l'âge de 4 ans à reproduire les doublages de dessins animés comme La Petite Sirène et aurait écrit de courtes pièces de théâtre pour sa famille à partir de 8 ans,. Elle admire Barbra Streisand et Louis de Funès. Elle n'envisage toutefois pas de devenir actrice, s'imaginant par exemple avocate ou psychiatre durant ses années au collège.
Titulaire d'un baccalauréat littéraire, elle intègre ensuite l'École de l'Acteur Sophie Akrich à Paris. Sur souhait de ses parents, elle commence des études (en langues étrangères, ou en droit selon les sources) mais elle les abandonne rapidement. Elle aurait financé elle-même son cursus de comédienne en travaillant comme serveuse,,. Elle prétend refuser de profiter d'éventuels pistons qu'elle pourrait obtenir grâce à la notoriété de sa famille, passant donc les castings comme n'importe qui.

## Carrière
Elle interprète d'abord des rôles dans des courts métrages puis de petits rôles dans les séries Skam France et Alexandra Ehle. En 2020, elle est prise pour son premier rôle important pour le téléfilm Clèves de Rodolphe Tissot, dont la diffusion a lieu en 2022 sur Arte. Puis elle obtient l'un des rôles principaux de la série Plan B, diffusée sur TF1 en 2021. Alors que Clèves n'est alors pas encore diffusé, c'est cette performance qui lui vaut d'être qualifiée de révélation par plusieurs médias,,. 
En 2023, Kim Higelin incarne Vanessa Springora dans le film Le Consentement réalisé par Vanessa Filho et adapté du livre éponyme de Vanessa Springora.

## Filmographie

### Cinéma

#### Courts métrages
- 2019 : Snowflakes de Pablo Bodin : Mathilde
- 2019 : Solitude(s) d'Enzo Pernet : Anna
- 2020 : Scarlett de Sarah Tahraoui
- 2020 : Charlie et Choupette d'Étienne Glénat

#### Longs métrages
- 2023 : Le Consentement de Vanessa Filho : Vanessa Springora, jeune[6],[7]
- 2023 : Un stupéfiant Noël ! d'Arthur Sanigou : Meghan
- 2024 : Un ours dans le Jura de Franck Dubosc : Blanche
- 2024 : Alterlove de Jonathan Taieb : La fille
- 2025 : Gibier d'Abel Ferry

### Télévision

#### Séries télévisées
- 2020 : SKAM France
- 2020 : Alexandra Ehle : Thétis (saison 2, épisode 2)
- 2021 : Plan B : Lou (rôle principal)
- 2023 : The Walking Dead: Daryl Dixon : Lou

#### Téléfilms
- 2022 : De miel et de sang de Lou Jeunet : Christie
- 2022 : Clèves de Rodolphe Tissot

## Distinctions

### Nomination
- César 2024 : César de la meilleure révélation féminine pour Le Consentement